# Distretto di Bulungur
Il distretto di Bulungur (usbeco Bulung`ur) è uno dei 14 distretti della Regione di Samarcanda, in Uzbekistan. Il capoluogo è Bulungur.